# کلوکورتولون
کلوکورتولون (انگلیسی: Clocortolone) (کلودرم) یک داروی استروئید موضعی است که از آن به شکل استر، کلوکورتولون پیوالات استفاده می‌شود و به عنوان کرم استفاده می‌شود. این دارو برای درمان درماتیت استفاده می‌شود و یک کورتیکواستروئید با قدرت متوسط در نظر گرفته می‌شود. این دارو در میان استروئیدها غیر معمول است زیرا حاوی یک اتم کلر و یک اتم فلوئور است.